# La mosquitera (pel·lícula)
La mosquitera és una comèdia dramàtica costumista dirigida per Agustí Vila i rodada a Barcelona.
La pel·lícula es va estrenar el 4 de juliol de 2010 al Festival Internacional de Cinema de Karlovy Vary on va resultar vencedora recollint el Globus de Cristall a la millor pel·lícula.

## Argument
La pel·lícula retrata, amb humor negre, la història d'una família urbana benestant que intenta ocultar la part tràgica de la seva vida.

## Repartiment
| \| Intèrpret \| Personatge \| \| ----------------- \| ---------------- \| \| Emma Suárez \| Alícia \| \| Geraldine Chaplin \| María \| \| Martina García \| Ana \| \| Marcos Franz \| Lluís \| \| Eduard Fernández \| Miquel \| \| Fermí Reixach \| Robert \| \| Àlex Batllori \| Sergi \| \| Àlex Brendemühl \| Editor \| \| Anna Ycobalzeta \| Raquel \| \| Josep Julien \| Locutor TV (veu) \| |                  |
| Intèrpret | Personatge       |
| Emma Suárez | Alícia           |
| Geraldine Chaplin | María            |
| Martina García | Ana              |
| Marcos Franz | Lluís            |
| Eduard Fernández | Miquel           |
| Fermí Reixach | Robert           |
| Àlex Batllori | Sergi            |
| Àlex Brendemühl | Editor           |
| Anna Ycobalzeta | Raquel           |
| Josep Julien | Locutor TV (veu) |

## Crítica
- Una de les sorpreses més grans de la collita espanyola d'aquest any (...) El resultat és tan afortunat con insòlit (Jordi Costa: Diari El País).
- El més interessant no és tant el que diu o suggereix, sinó el que provoca: tota una gamma de moments incòmodes, que mantenen a l'espectador en una alerta quasi de 'thriller' (E. Rodríguez Marchante: Diari ABC).
- La mosquitera es mou entre la sorpresa, el despropòsit, la radicalitat i la brutal ironia (Quim Casas: Diari El Periódico).

## Premis i nominacions

### Premis
Festival Internacional de Cinema de Karlovy Vary
- Globus de Cristall (millor pel·lícula)

Festival Internacional de Cinema de Valladolid
- Espiga de Plata
- Premi a la millor actriu per Emma Suárez

Festival de Batumi (Geòrgia)
- Millor director per Agustí Vila
- Millor actor per Eduard Fernández

### Nominacions
- 2011: 5 nominacions als III Premis Gaudí[4]